# Dysschema neda
Espèce
Synonymes
- Euprepia neda Klug, 1836

Dysschema neda est une espèce de lépidoptères (papillons) de la famille des Erebidae et de la sous-famille des Arctiinae.